# Росошка (струмок)
Росошка — струмок в Україні, у Рахівському районі Закарпатської області, правий доплив Косівської (басейн Дунаю).

## Опис
Довжина струмка приблизно 5 км. Формується з багатьох безіменних струмків.

## Розташування
Бере початок на південно-східних схилах гірської вершини Клевки. Тече спочатку на південний захід, а потім на південний схід через село Росішку і впадає і річку Косівську, праву притоку Тиси.